# Bex (Zwitserland)

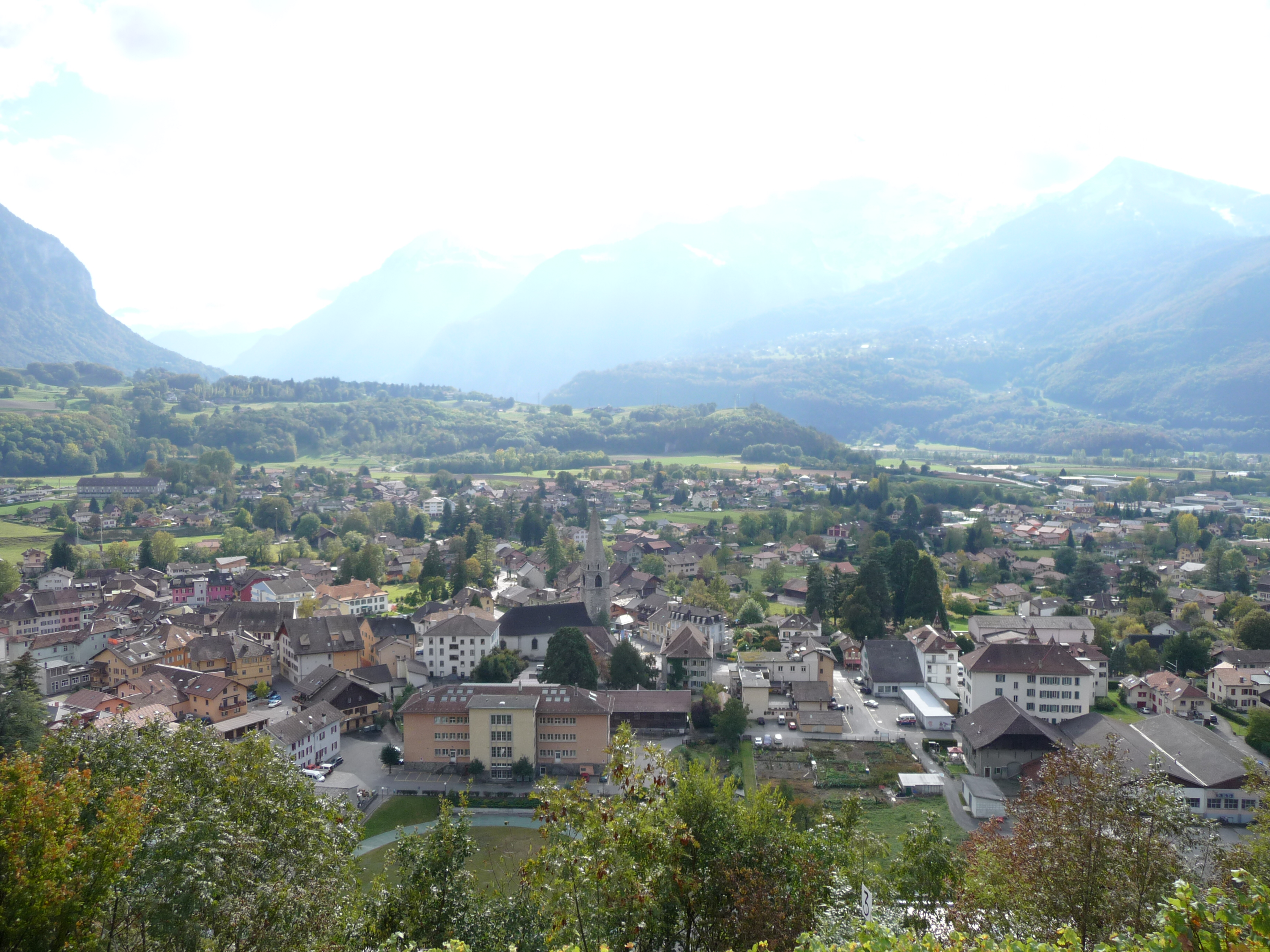

Bex is een gemeente en plaats in het Zwitserse kanton Vaud, en maakt deel uit van het district Aigle. Bex telt 8.191 inwoners (2022).
Het centrum van de gemeente ligt in de vallei van de Avançon en is vlak. Vlakbij ligt de heuvel Colline de Montet. Naast Bex telt de gemeente nog verschillende kleine gehuchten waarvan Le Châtel met 352 inwoners (2022) het grootste is.
De gemeente is 96,6 km² groot, waarvan meer dan 25 km² bestaat uit bossen.

## Geschiedenis
De plaats werd voor het eerst vermeld in 574. In de middeleeuwen hing Bex af van het graafschap Savoye. De heren van Bex bouwden hun kasteel op de heuvel Colline de Chiètres. In de 15e eeuw kwamen Bex en Aigle in handen van de republiek Bern. In 1798 sloot Bex zich aan bij het kanton Vaud. In de 19e eeuw en de eerste decennia van de 20e eeuw was Bex een toeristische trekpleister. Toeristen zochten er het zuivere water en de zuivere lucht op. Er kwam ook industrie, mede dankzij de aanwezige waterkrachtcentrales.